# 11098 Ginsberg
11098 Ginsberg eller 1995 GC2 är en asteroid i huvudbältet som upptäcktes den 2 april 1995 av Spacewatch vid Kitt Peak-observatoriet. Den är uppkallad efter den amerikanske författaren Allen Ginsberg.